# 이호철 (아나운서)
이호철은 대한민국의 전 아나운서, 기상캐스터이다.

## 경력
- 2022년 JTV전주방송 아나운서
- 온케이웨더 기상캐스터
- 남인천방송 스포츠캐스터
- 잼라이브 MC

## 과거 진행 프로그램
- JTV 인물탐구 (평일)
- JTV 8 뉴스 (주말)